# 1570 en littérature
| Années de la littérature : 1567 - 1568 - 1569 - 1570 - 1571 - 1572 - 1573    |
| Décennies de la littérature : 1540 - 1550 - 1560 - 1570 - 1580 - 1590 - 1600 |

Cet article présente les faits marquants de l'année 1570 en littérature.

## Événements
- 10 juin : Christophe Plantin est nommé prototypographe du roi Philippe II d'Espagne pour les Pays-Bas[1].
- 23 juillet : Michel de Montaigne concède à Florimond de Raemond sa charge de Conseiller au Parlement de Bordeaux[2].
- 15 novembre :
  - le cardinal d'Este, parti de Ferrare le 11 octobre, arrive à Paris accompagné du jeune poète italien Le Tasse ; ce dernier rencontre avec Ronsard, Desportes, Amyot, Michel de L'Hospital, Henri de Mesmes et les poètes et savants de la cour de Charles IX. Il écrit au comte Ercole de Contrari une lettre où il fait une description de la France.  Disgracié pour sa liberté de langage et sa défense des Réformés, il rentre à Ferrare le 19 ou 20 mars 1571[3],[4].
  - le poète Jean Antoine de Baïf et le musicien Joachim Thibault de Courville, obtiennent par lettres patentes du roi Charles IX le privilége d'établir à Paris une Académie de musique et de poésie[5].

## Parutions
- 20 mai :  Abraham Ortell publie Theatrum Orbis Terrarum, le premier atlas[6].

- Publication à Rome par Thomas Manrique  des œuvres complètes de Saint Thomas d'Aquin[7].

## Décès
1. François Bonivard (prieur) (né en 1496)
2. Jacques Grévin, homme de théâtre, poète et médecin français (né en 1538).